# Minas de Sierra Alhamilla
Las Minas de Sierra Alhamilla son un conjunto de minas, hoy abandonadas, localizadas en las faldas de Sierra Alhamilla, en la provincia de Almería, España. Se encuentran cartografiadas en las hojas 1030 y 1045 del MTN50.

## Historia
En los años 1796 se ponen en explotación los minerales de plomo de Sierra de Gádor hasta el año 1830, en el que decae esta explotación. A partir de esa fecha, estos mineros pasan a explotar otros lugares, entre ellos los minerales de Sierra Alhamilla.
Entre los años 1833 y 1840, Sierra Alhamilla se ve en un gran auge de minerales, donde sus plomos se funden en El Chorrillo, en un lugar conocido como La Fabriquilla, siendo su director jefe D. Guillermo Barrón y a la decadencia de estos minerales, el minero busca nuevos horizontes, trasladándose en su mayor parte a Cartagena y la Unión en proporción de siete por cada uno que había en aquel lugar. A partir de estos años 1860, se empiezan a explotar gran cantidad de minas en todos los lugares de la sierra. En aquella época, estos minerales eran transportados por carros de bueyes hasta su embarcadero. En la década de los años 1880 y 1890, estas compañías construyen el ferrocarril de Sierra Alhamilla-Almería, siendo el segundo de la provincia; este ferrocarril empieza a funcionar el año 1887 para el acarreo de dicho mineral. El primero fue el Ferrocarril Palomares-Herrerías.

## Ladera norte

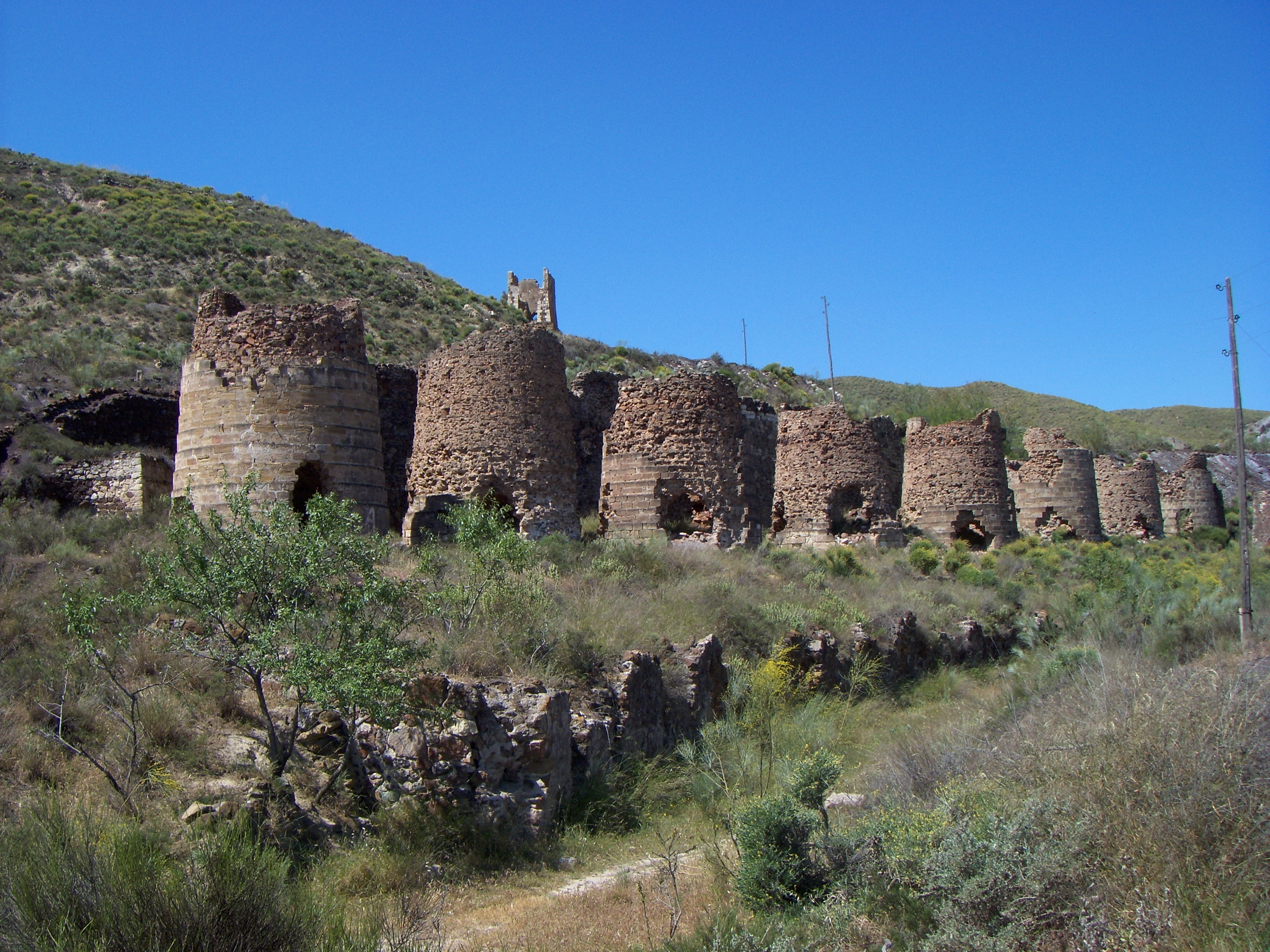
Hornos de calcinación en Lucainena de las Torres.

Las minas situadas en la ladera norte de Sierra Alhamilla son las que tuvieron más importancia. Las más conocidas a día de hoy son las situadas a las afueras de la localidad de Lucainena de las Torres, ya que sus vestigios son fácilmente reconocibles desde la distancia, habiendo sido restaurados en 2011. Además, las excavaciones también son visibles desde estas últimas instalaciones, desde las que se pueden divisar las ruinas de la central eléctrica, planos inclinados y oficinas y los restos del antiguo Ferrocarril Lucainena-Agua Amarga.

## Compañías mineras
Nombres de algunas compañías mineras de Sierra Alhamilla:
En 1895 se constituyen dos compañías vascas:
- "Compañía Minera de Sierra Alhamilla".
- "Chavari Lecog y Compañía".

La zona central y occidental de Sierra Alhamilla empezó a ser explotada en la década del 1880 por cuenta de la sociedad americana "Marwell y Compañía", concesionaria a la misma vez del ferrocarril minero de Sierra 'Alhamilla-Almería.
En 1890 la casa londinense "Bomer y Compañía" se hace cargo de las explotaciones de Pechina y Rioja, y se instala un cable aéreo de unos 6 km de largo desde las minas hasta el Chorrillo.
A partir de 1896 se sitúa la casa naviera "Morel Brothers" de Cardiff, sustituyendo para la explotación de los Baños de Sierra Alhamilla a la compañía "The Almería And Alhamilla Rail Uvoy".
En 1902, los cotos mineros de Rioja y los Baños se encuentran parados.
En 1903 empiezan las explotaciones de los carbonatos de hierro.
En 1904, la compañía "The Alquife" inaugura el embarcadero del mineral de Almería.
En 1909, la compañía minera de Sierra Alhamilla tenía en explotación 8 minas con 184 hectáreas de superficie.
En estas fechas, Sierra Alhamilla cuenta con 500 habitantes.
En el año 1918 las compañías mineras "Marwel" y "The Alquife" piensan traspasar estos trabajos.
En 1921 se paraliza el cable aéreo de los Baños al Chorrillo. Estos trabajos pasaron después a la compañía "Tigón" hasta la década de los años 1930.
El ferrocarril sigue subiendo desde la paralización del cable aéreo (1921) hasta el 1925 dos veces en semana (jueves y domingo), y a partir de esa fecha sólo los domingos hasta los años 1928-1929 que se paraliza totalmente.